# Irene Neumann
Irene Neumann (ur. w 1894) – austriacka lekkoatletka, kulomiotka i dyskobolka.
Podczas mistrzostw Austrii w 1918 zwyciężyła w pchnięciu kulą (o wadze 5 kg) i rzucie dyskiem (o wadze 1,5 kg).